# Таплинг, Томас
То́мас Ки Та́плинг (англ. Thomas Keay Tapling; 30 октября 1855 — 11 апреля 1891) — английский предприниматель, политик, член парламента Великобритании, один из пионеров коллекционирования почтовых марок. Считается выдающимся филателистом, сформировавшим одну из самых больших коллекций почтовых марок своей эпохи.

## Биография и вклад в филателию
Родился и жил в Лондоне. Играл в крикет первого уровня.
К 1887 году Коллекция марок Таплинга признана второй в мире после собрания Феррари в Париже. Среди его владений было много всемирно известных раритетов, в том числе ценности «Почтового отделения» Маврикия. Свою коллекцию Таплинг завещал Британской библиотеке в Лондоне, где она легла в основу формирования национальной филателистической коллекции Великобритании.

## Крикет
Таплинг играл в первоклассный крикет в Кембриджском университете , выступал за Тринити-колледж, Клуб длительных каникул Тринити-колледжа и Клуб длительных каникул Кембриджского университета. Он играл за крикетный клуб Мэрилебон (MCC) против Кембриджского университета в 1886 году, это был его единственный официальный первоклассный матч. Он был включен в состав команды Джорджа Вернона в турне 1889/90 по Индии и Цейлону, но не смог играть после того, как близкий друг заболел в Италии, и он решил остаться с ним.

## Политика
Таплинг был членом парламента от консерваторов (депутат) от округа Харборо в Лестершире с 1886 по 1891 год. Он был членом Постоянного комитета по торговле.

## Наследие
Коллекция Таплинга — единственная из всех выдающихся филателистических собраний XIX — начала XX века, которая почти в полном виде сохранились до настоящего времени.
В память о Томасе Таплинге учреждена медаль Таплинга (Tapling Medal). Среди награждённых ею был, например, итальянский филателист Эмилио Диена (в 1929 году).